# Marciana Marina
Marciana Marina é uma comuna italiana da região da Toscana, província de Livorno, com cerca de 1.891 habitantes. Estende-se por uma área de 5 km², tendo uma densidade populacional de 378 hab/km². Faz fronteira com Marciana.